# Lekombergsgruppen

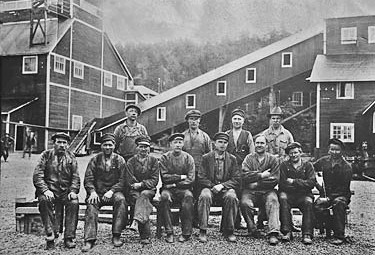
Del av arbetsstyrkan vid Lekombergs gruva på 1940-talet.

Lekombergsgruppen var en tysk-holländsk företagsgrupp som ägde ett antal gruvor huvudsakligen i Ludvikatrakten. I gruppen ingick Kruppkoncernen, Hoesch och Gutehoffnungshütte samt det holländska rederiet Wm H. Müller & Co i Rotterdam som även ägnade sig åt malmtransport och fordonstillverkaren N.V. Rollo i Den Haag. Den senare firman var knuten till Gutehoffnungshütte. Det sammanlagda aktiekapitalet uppgick till 9 180 000 kr. Efter andra världskrigets slut övertogs driften av Flyktkapitalbyrån.

## Historik

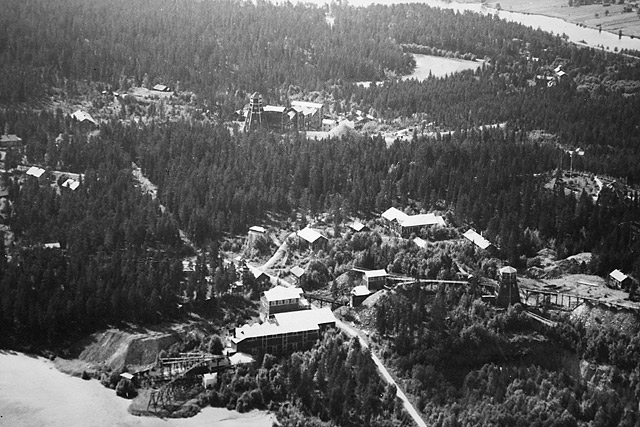
Ickorrbottens gruva (närmast) och Ivikens gruva ingick i Lekombergsgruppen.
Foto: Oscar Bladh 1928.

Ända sedan sekelskiftet 1900 har malmen från svenska gruvor spelat en viktig roll för tysk stålindustri och under 1930-talets sista år svarade den svenska malmen för drygt 40 procent av konsumtionen i det dåvarande Tyskland. En av organisationerna att skaffa järnmalm till Tyskland var Lekombergsgruppen. Gruppens viktigaste gruva var Blötberget, cirka nio kilometer söder om Ludvika. Här började brytningen omkring år 1900 av Bergverks AB Vulcanus, som ägdes till en början av firman Wm H. Müller. 1927 överlät Müller 25 procent av aktierna i Vulcanus på vardera Krupp, Hoesch och den holländska fordonstillverkaren N.V. Rollo. Samma år delades Stollbergs gruva, som hade under första världskriget förvärvats av Krupp, mellan Krupp, Hoesch och N.V. Rollo. Det var detta år som Lekombergsgruppens verksamhet kom igång på allvar. År 1937 förvärvades Håksbergs gruva där även Ivikens, Källbottens och Ickorrbottens gruvor ingick. Även Sörviks och Lekombergs gruva ingick genom Hoesch i Lekombergsgruppen. 
De av Lekombergsgruppen övertagna gruvor var nedgångna, några var stängda eller vattenfyllda och det krävdes stora investeringar att få igång dem igen och samtidigt modernisera dem. Det har uppskattats att de tyska ägarna investerade mellan 40 och 50 miljoner kronor. Eftersom driftstiden blev kortvarig och slutade för tyskarnas del i april 1945 var gruvorna en ren förlustaffär för sina ägare.
Den brutna malmen från gruvorna i Lekombergsgruppen hade inte tillräckligt hög järnhalt för att vara lönsam, utan måste anrikas och säljas som slig. Det mesta gick på export till tyska Ruhrområdet. Den högsta malmproduktionen skedde 1941 med 842 000 ton. Enligt en uppskattning tillfördes Sverige 115 miljoner kronor, enbart genom Lekombergsgruppens försäljningar mellan åren 1927 och 1945. Beloppet avsåg inte köp av malmen (som redan ägdes av de tyska bolagen) utan järnvägstransporter, löner och materiel. Betalningen för den svenska malmen skedde på ett affärsmässigt sätt genom en byteshandel mot tysk kol och koks, som var helt nödvändigt för den svenska industrin och folkförsörjningen.

## Hennemann och "Hennemannkoncernen"

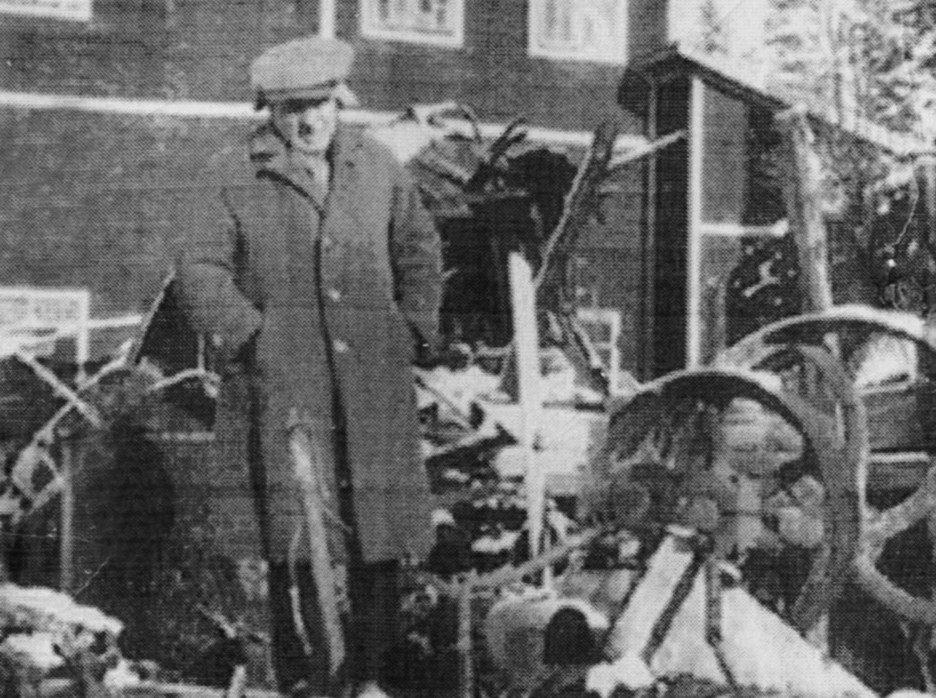
Direktören för Lekombergsgruppen, Hermann Hennemann 1931.

Huvudkontoret låg i Håksberg och chef var den tyskfödde bergsingenjören Hermann Hennemann (1887-1957). Hennemann kom redan före första världskriget till Sverige för att undersöka gruvfyndigheter som kunde vara intressanta för Tyskland. I början av 1920-talet återvände han och blev svensk medborgare och chef för Lekombergs gruva som då ägdes av Hoesch. Hennemann identifierades starkt med Lekombergsgruppens verksamhet varför den ibland även kallades Hennemannkoncernen. Efter andra världskriget blev Hennemann under några år VD för det nybildade företaget AB Statsgruvor.

## Ägarintressen
Ägarintressen i Lekombergsgruppen under andra världskriget (siffror i procent):
- Lekomberg: Hoesch (100)
- Vulcanus: Wm H. Müller (25), N.V. Rollo (25), Hoesch (25), Krupp (25)
- Stollberg: N.V. Rollo (32), Hoesch (32), Krupp (32)
- Håksberg: Hoesch (33), Krupp (33), Gutehoffnungshütte (33)
- Nya Noragruvorna: N.V. Rollo (33), Hoesch (33), Krupp (33)

## Lekombergsgruppens slut
Mot slutet av andra världskriget pressades den svenska regeringen av de allierade att begränsa exporten av järnmalm till Tyskland vilket minskade malmexporten. Efter den tyska kapitulationen i maj 1945 avstannade exporten helt och framtiden för de tyskägda gruvorna var oviss. Segermakterna försökte komma åt de tyska utlandstillgångarna som delbetalning för skadeståndskraven på Tyskland. Svenska regeringens svar på de allierades krav blev Flyktkapitalbyrån och i december år 1945 ställdes de tyskägda gruvorna under offentlig administration och en planerad avveckling inleddes.